# Sam Giancana
Sam „Momo” Giancana vel Salvatore Giancana (ur. 15 czerwca 1908, zm. 19 czerwca 1975) – jeden z najważniejszych bossów mafii chicagowskiej, której był szefem w latach 1957–1966.

## Wczesne życie
Urodził się jako Salvatore Guignano (później zmienił nazwisko na Giancana) w zachodniej części Chicago w rodzinie włoskich imigrantów, w dzielnicy określanej „Małe Włochy”. Pseudonim „Momo” pochodzi od słowa „Mooney” oznaczającego w slangu „szalony” z racji tego, że Giancana był znany z gwałtownych i nieprzewidywalnych zachowań.

## Kariera przestępcza
Karierę przestępczą rozpoczął w latach dwudziestych, kiedy dołączył do gangu Forty-Two Gang lub „The 42s” działającego w dzielnicy West Side. Tam zasłynął jako dobry kierowca i okrutny zabójca. Po raz pierwszy został aresztowany w 1925 roku (w sumie do aresztu trafiał ponad 70 razy – zarzuty kradzieży, włamań, rozbojów, wymuszeń, czynnej napaści, nielegalnego posiadania broni oraz morderstw). Te cechy sprawiły, że zauważyli go ówcześni bossowie mafii chicagowskiej – Tony Accardo i Paul Ricca, dla których pracował początkowo jako kierowca. W latach czterdziestych zmusił afroamerykańskich bukmacherów do płacenia haraczu mafii, co sprawiło, że jego pozycja urosła.
W 1957, kiedy Tony Accardo (ówczesny szef mafii chicagowskiej) wycofał się z interesów, Giancana został jego następcą. Capo di tutti capi mafii chicagowskiej prowadził bujne życie towarzyskie, spotykając się ze znaną wówczas piosenkarką Phylis McGuire i Frankiem Sinatrą. Sprawiło to, że stał się rozpoznawany, co nie podobało się innym gangsterom.
Z biegiem czasu imperium Giancany rozciągało się po Las Vegas, Meksyk i Kubę.

## Związki z CIA
Uważa się, że CIA wynajęła Giancanę i innych gangsterów do zabicia Fidela Castro. Giancana miał wtedy powiedzieć, że CIA i mafia to jedna strona tej samej monety.
W ramach operacji Mangusta CIA przeprowadziła kilka nieskutecznych prób usunięcia kubańskiego przywódcy (m.in. użycie LSD w studiu radiowym w Hawanie, spryskanie butów środkiem grzybicznym, zatrucie ulubionych cygar lub stroju płetwonurka).
Duża nieskuteczność zamachów zmusiła specjalistów CIA do nawiązania na początku lat 60. kontaktu z mafią amerykańską, specjalistów od „mokrej roboty”. Ten krok miał wyjątkowe uzasadnienie, gdyż Castro wraz z dojściem do władzy na Kubie nie widział w amerykańskich mafiosach swoich sprzymierzeńców. Kubański przywódca pozamykał ich lukratywne kasyna, czego najbardziej nie mógł przeboleć Meyer Lansky, i odciął ich od gotówki.
Jesienią 1960 roku, na dwa miesiące przed zwycięstwem Johna F. Kennedy’ego w wyborach prezydenckich, Robert Maheu (za przyzwoleniem ówczesnego szefa CIA Allena Dullesa), pełniąc rolę pośrednika, przedstawił CIA swego kumpla – Johna Rosellego. Następnie Roselli przedstawił jemu i pracownikowi CIA Jimowi O’Connellowi szefa mafii chicagowskiej Sama „Momo” Giancanę i bossa z Florydy Santosa Traficante juniora.
Mafii zaproponowano 150 000 dolarów za zabicie Castro.
CIA przekazywała mafii pieniądze i środki techniczne (m.in. karabiny, miny, detonatory i systemy łączności).
Pierwszy plan przekazany Rosellemu przez agentów CIA przewidywał klasyczny zamach przy użyciu broni palnej. Mafiosi zdawali sobie sprawę z trudności jego wykonania na Kubie. 
Następnie spece z Sekcji Obsługi Technicznej CIA opracowali pigułki z trucizną, rozpuszczalne w zupie, kawie, herbacie i koktajlu. Zadanie miał wykonać jeden z podwładnych Giancany, Juan Orta. Jednak po sześciu próbach Orta wycofał się z zadania i przekazał je innej osobie. Na nieszczęście dla zamachowców Castro przestał pojawiać się w swojej ulubionej restauracji.
Inny wynalazkiem CIA była płynna trucizna, która zabijała po dwóch-trzech dniach i którą ludzie Trafficante później wylali do toalety.
Z biegiem czasu niektórzy agenci CIA podejrzewali, że mafiosi ostrzegali Castro o planach jego zabójstwa i informowali go o działalności środowisk antycastrowskich na Florydzie. 
Kontrakt mafii z CIA pozostał w stanie uśpienia na rok po nieudanej Inwazji w Zatoce Świń (kwiecień 1961). Kiedy go reaktywowano, odsunięto dwóch jego uczestników Maheu i Giancanę (Sam miał się przechwalać o swoim udziale w planach usunięcia Castro, co nie uszło uwagi ówczesnego szefa FBI Johna Edgara Hoovera). CIA wyznaczyła nowego łącznika – Williama Herveya. Kolejne próby zabicia Castro były nieskuteczne.

## Związki z rodziną Kennedych
Podejrzewa się także, że Joseph Kennedy miał prosić Giancanę, aby ten zmobilizował działaczy związkowych do poparcia kandydatury swojego syna, Johna F. Kennedy’ego, na prezydenta USA, a także o wsparcie finansowe jego kampanii wyborczej. Pośrednikiem w kontaktach Kennedy’ego seniora z mafią miał być Frank Sinatra. Podejrzewa się, że mafia sfałszowała prawybory w stanie Wirginia Zachodnia na korzyść JFK.
JFK przegrałby najprawdopodobniej wybory prezydenckie, gdyby nie Giancana, który miał wrzucić około 200 tysięcy głosów (Kennedy wygrał z Richardem Nixonem różnicą ponad 118 tysięcy głosów w skali całej Ameryki, czyli 49,7% do 49,6%). Później Sam chwalił się, że to on wybrał Kennedy’ego na urząd prezydenta.
Jeśli Giancana wiązał jakiekolwiek nadzieje z Kennedym, to szybko je stracił. Brat JFK, Robert Kennedy, podjął zdecydowaną walkę ze zorganizowaną przestępczością. Za jego rządów liczba wyroków skazujących za działalność mafijną wzrosła aż o 800%. Do historii przeszło starcie Giancany z Kennedym podczas przesłuchania przed komisją senacką ds. bezpieczeństwa wewnętrznego.
Jedna z teorii dotyczących zamachu na Johna F. Kennedy’ego głosi, iż za zamachem stała mafia, ale nie ma wiele dowodów na jej poparcie.
Prezydent John F. Kennedy (JFK) słynął ze słabości do kobiet. Jedną z wielu jego kochanek była aktorka – seksbomba Marilyn Monroe. Sam Giancana także był nią zainteresowany (była też jego kochanką). Upatrywał w niej środek pozwalający zdobyć władzę i przewagę nad klanem Kennedych (dodatkowo zainstalował w jej domu podsłuch). John utrzymywał ponadto kontakty z Judith Campbell Exner, która również obracała się w środowisku mafii.

## Upadek
W 1966 Giancana został zmuszony do rezygnacji z funkcji szefa mafii. Uważa się, że powodem takiej decyzji była niechęć Giancany do dzielenia się z mafią zyskami z kasyn w Ameryce Środkowej i Teheranie. Było to poważne naruszenie mafijnych zasad, a także oznaka braku szacunku wobec podwładnych. Umierający Ricca zdecydował, że Giancanę zastąpi Joe Aiuppa. Wielu innym bossom nie podobało się to, że raz za razem dochodziło do licznych ekscesów z jego udziałem (afery miłosne, zarzuty popełnienia morderstw, przepychanki i starcia z agentami FBI).  Po ustąpieniu z funkcji szefa mafii wyjechał do swojej posiadłości w Cuernavaca w Meksyku. Przebywał tam do 1974, kiedy pod naciskiem Stanów Zjednoczonych władze meksykańskie wydaliły go z kraju.

## Śmierć
Sam Giancana został zamordowany 19 czerwca 1975 w swoim domu w Chicago, mimo że był pod obserwacją FBI. Zabójstwo miało miejsce krótko przed jego zeznaniami przed komisją senacką, sprawdzającą związki CIA z mafią. O zamach oskarżono CIA, która miałaby uciszyć niewygodnego świadka. CIA zdecydowanie zaprzeczyła. Powszechnie uważa się, że morderstwa dokonano na zlecenie Joego Auippy, kierującego wówczas mafią w Chicago. Brak jest dowodów na poparcie tej tezy.